# Varanus jobiensis
Espèce
Synonymes
- Varanus indicus jobiensis Ahl, 1932
- Varanus karlschmidti Mertens, 1951

Statut de conservation UICN

 LC  : Préoccupation mineure
Statut CITES
Le Varan de Sepik, Varanus jobiensis, est une espèce de sauriens de la famille des Varanidae.

## Répartition
Cette espèce est endémique de Nouvelle-Guinée.

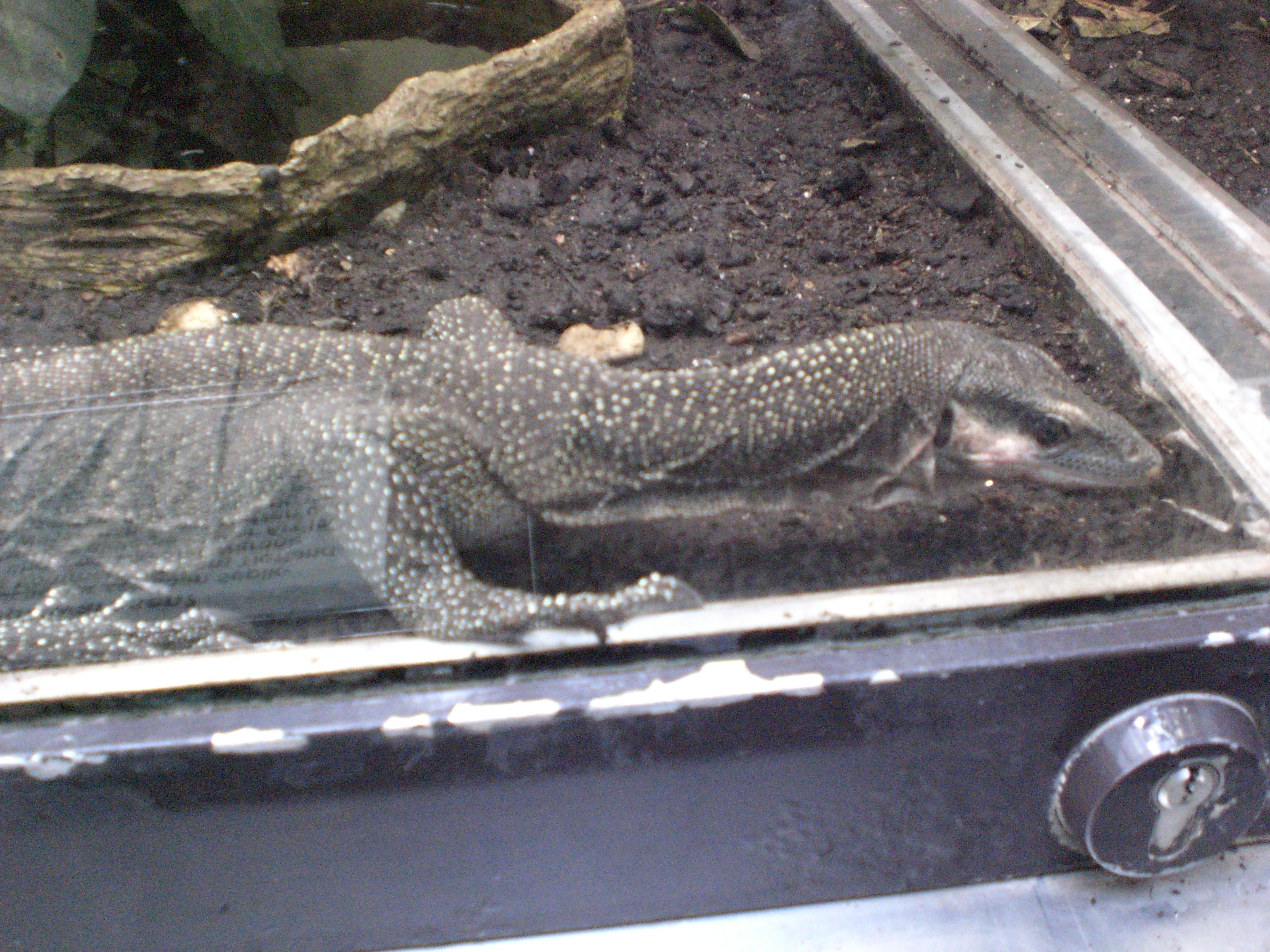

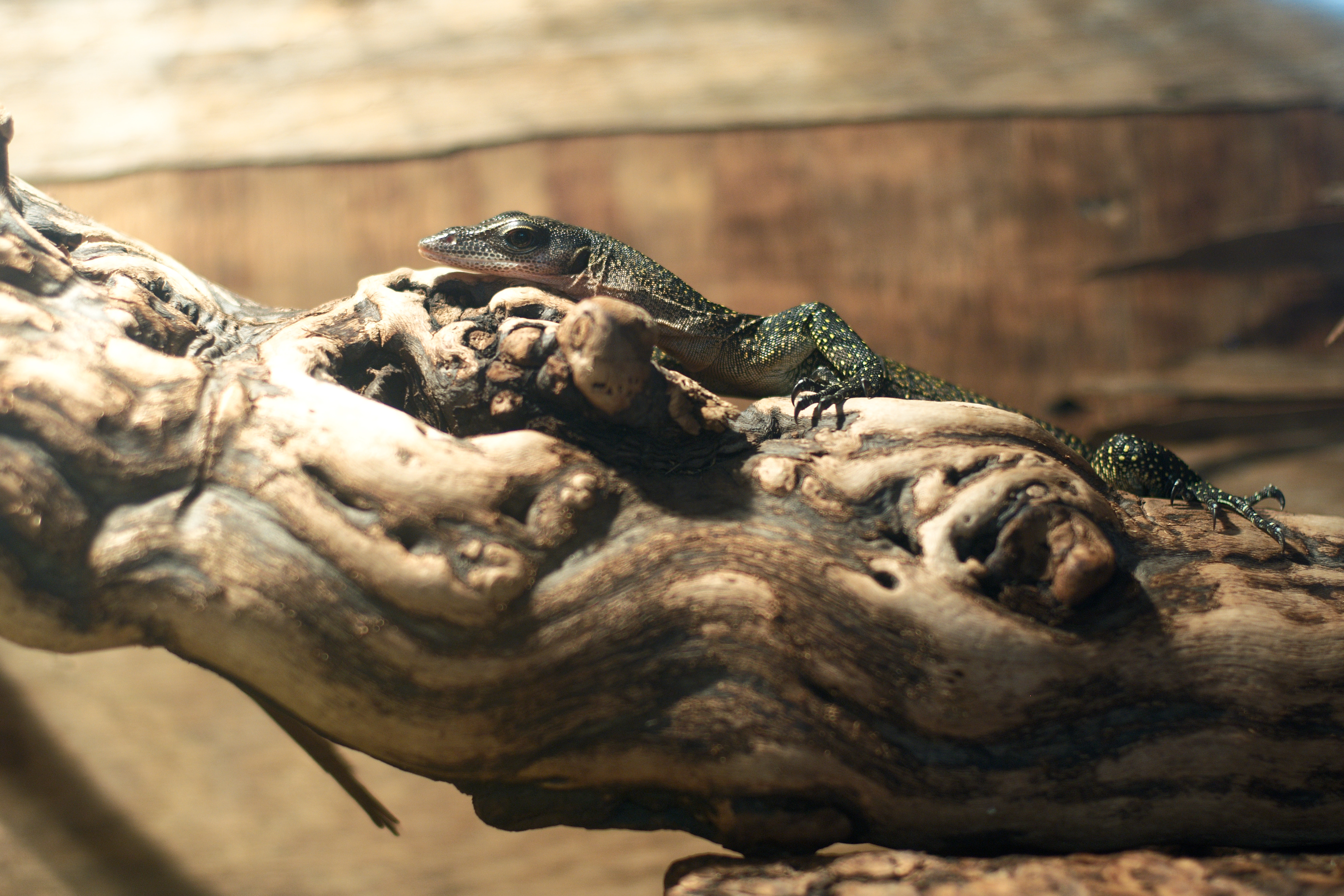

## Publication originale
- Ahl, 1932 : Eine neue Eidechse und zwei neue Frösche von der Insel Jobi. Mitteilungen aus dem Zoologischen Museum in Berlin, vol. 17, p. 892-899.